# エイブル
株式会社エイブルは、東京都港区元赤坂に本社を置く不動産会社。不動産賃貸仲介とその関連事業を専業で行う。

## 沿革
- 1968年（昭和43年） - 大阪建設株式会社を大阪府守口市に設立。
- 1974年（昭和49年） - 大建株式会社に商号変更。
- 1992年（平成4年）- コーポレートブランドを「エイブル」とする。
- 1995年（平成7年）- エイブル不動産株式会社に商号変更し事業の多角化を進める。ボルボカーズジャバンとのボルボ正規ディラー契約を締結。同年10月大阪池田市の自社遊休土地建物にエイブルオート開業（ボルボ正規ディーラー）。初年度の売り上げは10億円以上。
- 1997年（平成9年）- 株式会社エイブルに商号変更。
- 1998年（平成10年）- ジャスダック店頭市場(現在の東証スタンダード)に登録。
- 1999年（平成11年）- 黒字だったボルボ事業やマンション分譲事業から撤退。ボルボ事業はボルボディーラーの株式会社ロードカーに譲渡。
- 2006年（平成18年）- 株式会社エイブルパーキング設立[1]。
- 2008年（平成20年）- 公正取引委員会からおとり広告による排除命令を受ける[2]。
- 2010年（平成22年）
  - 6月 - 元店長と現社員が詐欺容疑で逮捕される[3]。
  - 11月 - CHINTAIとの共同持株会社エイブルCHINTAIホールディングス（2012年よりエイブル&パートナーズ）を設立し、エイブルCHINTAIホールディングスの完全子会社となる。直営店とFC店があり、FC店の店名の多くは「エイブルネットワーク○○店」である。
- 2012年（平成24年）『家　買うVS借りる　決断する前に読む本』(幻冬舎メディアコンサルティング)発売。
- 2019年（平成31年）
  - 2月1日 - キャッシュレス決済のPayPayに対応。また、エイブルグループを統括する株式会社エイブルホールディングス設立[4]。

## イメージキャラクター・CMキャラクター
現在
- チョコレートプラネット（2025年1月 - ）

過去
- ABLEDER（エイブルダー）- 伊藤英明が演じ、決まり文句は「実績一番！お部屋探しは、エイブルダー！」[5]
- ゆーとぴあ - 1980年代後半
- 聖飢魔II - 1980年代後半
- ジミー原田 - 1980年代後半
- 梅沢富美男 - 1990年ごろ
- 真田広之 - 1993年ごろ
- 真木蔵人 - 1990年代中ごろ
- 石田純一 - 1990年代中ごろ
- セカハン - エイブルの歌「ルルル」を歌っているデュオ
- 櫻井翔 - 2008年から2011年まで
- 中居正広 - 2012年から2015年まで「イェ～イブル!」のキャッチフレーズ。「CHINTAI」のCMにも出演。
- 高梨沙羅 - 中居正広と共演
- 土屋太鳳・高畑裕太 - 2016年[6]
- SixTONES - 2021年から2023年まで
- 池田エライザ - 2024年

## グループ会社
連結子会社
- 国内
  - 株式会社エイブルパーキング
  - 株式会社エイブル総合研究所
  - エイブルリース株式会社
  - エイブルリフォーム株式会社
  - 株式会社AMP
  - 株式会社エイブルコーポレートサービス
  - エイブル引越サービス株式会社
  - 株式会社mikoto

- 海外
  - ABLE Overseas Reinsurance Company,Ltd.
  - 大建不動産股份有限公司

## テレビ番組
- 日経スペシャル ガイアの夜明け 「迷惑駐車は消えたか～ママさん監視員の1ヵ月～」（2006年7月11日、テレビ東京）[7] - 駐車場ビジネスを取材。

## 同社をめぐるトラブル
大阪府豊中市の不動産会社であるファインマネジメントは、エイブルと2010年から、大阪市内に所有する賃貸マンション5棟計80室の管理業務契約を締結していたが、2018年に家賃収入を巡ってエイブルとトラブルが発生。ファインマネジメントが調査したところ、エイブルが架空工事を実施していた疑いが発覚。ファインマネジメントの主張では、住人の退去に伴うエアコンの付け替えや壁紙の張り替えなど約400件のリフォームの工事が架空だったほか、杜撰な管理で水漏れなどが起き、ファインマネジメントが損害を被ったとしている。ファインマネジメントは、エイブルを相手取って損害賠償を請求する訴訟を大阪地方裁判所に2021年7月に提起し係争中である。